# Ножица
Ножиците са ръчен инструмент за разрязване.
За да се намали усилието, прилагано за разрязване на материала, в ножиците се използва принципа на лоста. С битови ножици обикновено се режат хартия и плат, а така също се подстригва косата и се изрязват ноктите. Съществуват също и различни промишлени ножици, например за рязане на ламарина.
В лозарството, градинарството и овощарството се използват ножици (подобни на ножиците за рязане на ламарина), с които се подкастрят сухи и безплодни филизи и клонки, или се оформя вида на храсти. В България най-често се наричат „лозарски ножици“, но те се използват от всички растениевъди. Употребяват се и при бране на плодове, примерно при гроздобер.
В кулинарията се използват няколко вида ножици, с които се изрязват перки на риби, или се оформят различни парчета от жилави или твърди меса, плодове или теста.
Има и ножици за стригане на овце. Това е инструмент подобен на този за рязане на метал. Те трябва да са остри за да е по-лесно рязането.
Има голямо разнообразие от ножици за различни видове битови и специализирани цели. В наши дни, ножиците често имат ергономичен дизайн и термопластична гума на дръжките за по-голямо удобство, които позволяват на потребителя да упражни по-голяма сила или да контролират точността.

## История
Предполага се, че ножиците са изобретени около 1500 г. пр.н.е. в древен Египет. Най-ранните известни ножици са се появили в Месопотамия преди 3000 до 4000 години. Те са от типа „пружинни ножици“, включващи две бронзови остриета, свързани в дръжките с тънка, гъвкава плоскост извит бронз, която служи за придържане на двете остриета заедно и им позволява да бъдат притиснати едно към друго и след тяхното освобождаване да върнат първоначалния си облик. Първите намерени ножици са изработени от едно парче изковано в края под формата на остриета, а в средата на плоска пружина, която притиска двете остриета за да се получи рязане и в същото време да ги раздалечат след рязане.
Този тип ножици продължават да се използват в за определени цели като например за стригане на овце, за отрязване на нишки в шивашката индустрия (така наречени клъцки), както и за бонсай.
Сегашната визия на ножиците е изобретена от римляните. След което става популярна и в Китай, Япония и Корея и така до наши дни.